# محمد ياسين محمد
محمد ياسين محمد هو رباع عراقي ولد في أربيل في 7 كانون الثاني 1963.

## حياته المبكره
ولد محمد ياسين في مدينة أربيل عام 1963 ثم أكمل دراسته الابتدائية في مدرسة خه بات والمتوسطة في مدرسة صلاح الدين والتحق في عام 1974 بنادي هيرش الرياضي.

## مشاركاته الرياضية
حاز محمد ياسين خلال مسيرته الرياضية على 50 ميدالية متنوعة، محطماً 150 رقماً قياسياً، عراقياً وعربياً وآسيوياً. ففي عام 1975، شارك في بطولة العراق لرفع الاثقال واحتل المرتبة الأولى وبجدارة. مثل نادي هيرش ونادي أربيل في مشاركاته المحلية.
شارك في دورتين أولمبيتين في أولمبياد موسكو سنة 1980 وفي أولمبياد لوس أنجلوس. في المرة الأولى سنة 1980، شارك بوزن 67.5كغم وحصل على المركز 17، وفي المرة الثانية عام 1984، شارك بوزن 75كغم وحصل على المركز السادس.
وربما أبرز إنجاز له هو حصوله على برونزية وزن 75كغم في رفع الأثقال في دورة الألعاب الآسيوية 1982 في نيودلهي.

## وفاته
توفي في 24 حزيران 2020، في السويد نتيجة لمعاناته من المرض التنفسي الحاد المرتبط بفيروس كورونا المستجد 2019.

## روابط خارجية
- محمد ياسين محمد على موقع أوليمبيديا (الإنجليزية)